# Верещак Вадим Семенович
Вади́м Семе́нович Вереща́к (нар. 22 квітня 1914, Прилуки—16 червня 2008, Київ) — радянський і український кінооператор, актор та педагог. Кавалер ордена «Знак Пошани», відмінник кінематографії УРСР, лауреат республіканської премії ім. Миколи Островського 1976 року. Заслужений діяч мистецтв УРСР (1978), «Відмінник кінематографії СРСР».

## Біографія
Народився 22 квітня 1914 року у місті Прилуки.
У 1947 році закінчив операторський факультет ВДІКу у Москві.
У 1947—1953 роках працював оператором-постановником Ризької кіностудії.
У 1953—1993 роках працював оператором-постановником кіностудії імені Олександра Довженка.
У 1964 року за фільм «Три доби після безсмертя» отримав приз І Всесоюзного фестивалю у Ленінграді.
У 1966 році отримав диплом за найкращу операторську роботу у фільмі «Їх знали тільки в обличчя».
У 1971 році отримав диплом та друга премія IV Всесоюзного фестивалю у Мінську за фільм «Секретар парткому».
З 1980 року викладав як керівник курсу в Київському державному інституті театрального мистецтва імені Івана Карпенка-Карого. Одночасно веде операторську майстерню в цьому ж інституті.
Жив у будинку № 1 по проспекту Перемоги, був сусідом і другом Сергія Параджанова. Помер 16 червня 2008 року у Києві.

## Фільмографія

### Оператор
- «Андрієш» (1954)
- «Коли співають солов'ї» (1956)
- «Якби каміння говорило...  » (1957)
- «Сашко» (1958)
- «Веселка» (1959)
- «Кров людська — не водиця» (1960)
- «Літак відлітає о 9-й» (1960
- «Дмитро Горицвіт» (1961)
- «Зірочка (кіноальманах)» «Пилипко» (1962)
- «Люди не все знають» (1963)
- «Три доби після безсмертя» (1963)
- «Загибель ескадри» (1965)
- «Їх знали тільки в обличчя» (1966)
- «Ця тверда земля» (1967)
- «Березова бувальщина» (1968)
- «Серце Бонівура» (1969)
- «Фронт за околицею» (1969)
- «Секретар парткому» (1970)
- «Лісова пісня» (1971, к/м)
- «Довіра» (1972)
- «Сімнадцятий трансатлантичний» (1972)
- «Юркові світанки» (1974)
- «Час — московський» (1976)
- «Рідні» (1977)
- «Алтунін приймає рішення» (1978)
- «Любов під псевдонімом» (1979)
- «Таємниця, відома всім» (1981)
- «Без року тиждень» (1982)
- «Канкан в Англійському парку» (1984)
- «І ніхто на світі...» (1986)
- «І завтра жити» (1987)
- «Тепла мозаїка ретро і ледь-ледь» (1990)
- «Особиста зброя» (1991)
- «Все пройшло» (1993)

### Актор
- «Сімнадцятий трансатлантичний» (1972)
- «Довіра» (1972)